# Morzycko
Morzycko (niem. Mohriner See) – jezioro na Pojezierzu Myśliborskim, położone w województwie zachodniopomorskim, w powiecie gryfińskim, w gminie Moryń, w granicach administracyjnych miasta Moryń, w otulinie Cedyńskiego Parku Krajobrazowego.
Morzycko jest dziewiątym pod względem głębokości w Polsce, występuje tu zjawisko kryptodepresji.
Zbiornik posiada nieregularny kształt misy jeziornej. Jego centralną część charakteryzują gwałtowne spadki i liczne przegłębienia, rzędu 30–40 m. Brzegi jeziora są przeważnie wysoko wyniesione nad lustrem wody na 5–12 m. Strefę przybrzeżną stanowią w przeważającej części lasy i obszary zadrzewione.
Jezioro zasilane kilkoma niewielkimi ciekami, większość z nich to dopływy okresowe. Najważniejszym dopływem jest rzeka Słubia wypływająca z Jeziora Białęgi; odpływ wód znajduje się w mieście Moryń. W rejonie wlotu i wylotu rzeki Słubi znajdują się obszary podmokłe. Miasto Moryń znajduje się na zachodnim brzegu jeziora.

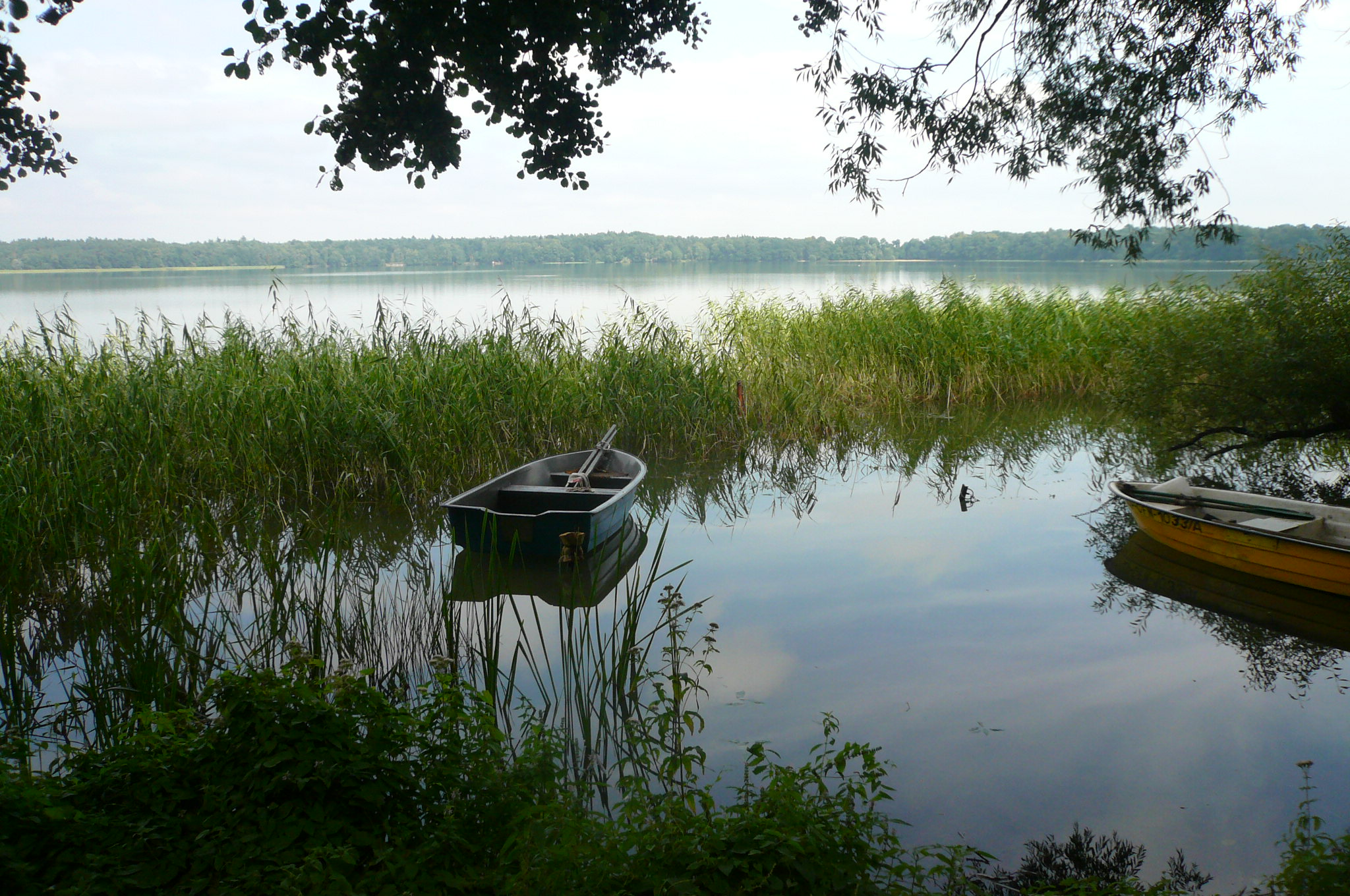
Brzeg jeziora w Moryniu

W 2008 r. przeprowadzono badania jakości wód Morzycka w ramach monitoringu reperowego. W ich wyniku oceniono stan ekologiczny na umiarkowany (III klasy), a stan chemiczny na dobry. W ogólnej dwustopniowej ocenie stwierdzono zły stan wód Morzycka.